# Giuseppe Marchese (criminale)
Giuseppe Marchese detto Pino (Palermo, 12 dicembre 1963) è un mafioso e collaboratore di giustizia italiano.
È stato il primo mafioso dell’ala del clan dei Corleonesi a diventare collaboratore di giustizia.

## Biografia
Proviene da una famiglia di radici mafiose: suo padre Vincenzo era un mafioso e lo zio Filippo Marchese era un boss di spicco tristemente famoso per la sua camera delle torture in piazza Sant'Erasmo a Palermo dove venivano prima seviziati e poi uccisi e sciolti nell'acido i suoi oppositori. Divenne poi cognato di Leoluca Bagarella (dato che la sorella Vincenza sposò appunto il Bagarella, a sua volta cognato di Totò Riina), e insieme al fratello Antonino divenne uno dei killer più spietati della fazione dei corleonesi. Ad appena diciassette anni, Giuseppe Marchese fu avvicinato a Cosa Nostra per volontà di Totò Riina: questi  incaricò Filippo Marchese (zio di Giuseppe) di organizzare l’iniziazione in modo discreto. L’appuntamento avvenne in una villa di Salvatore Maniscalco ad Altavilla Milicia, alla presenza di Pino “Scarpuzzedda” Greco, Giovanni Lo Iacono e Filippo Argano, che fu scelto come padrino. Dopo essere stato fatto entrare in una stanza chiusa a chiave, il giovane Giuseppe – inizialmente colto da un senso di vuoto e timore – fu rassicurato dallo zio e ricevette il tradizionale “rito della santina”: un’immaginetta sacra venne appoggiata sul suo dito, insieme a un piccolo taglio che ne fece uscire il sangue; mentre la carta cominciava a bruciare, gli fu spiegato che, in caso di tradimento, le sue carni avrebbero dovuto bruciare come quella stessa santina. Con questo gesto simbolico e la successiva presentazione ai presenti, Giuseppe Marchese venne ufficialmente “combinato” in Cosa Nostra.
Successivamente, nella seconda guerra di mafia, partecipò in prima persona a vari omicidi tra cui quelli dei boss Stefano Bontate e Salvatore Inzerillo. Il 13 maggio 1981 ci fu un festeggiamento sulla morte di Totuccio Inzerillo (avvenuta due giorni prima) avvenuta in una villa a Monreale, dove erano presenti Totò Riina, lui, suo zio Filippo Marchese, Nenè Geraci, Brusca (non ha specificato quale/i dei Brusca era/erano presente/i al festeggiamento), Giuseppe Giacomo Gambino (il quale lo prese da parte, lo portò ai giardinetti e gli disse "Pinù ancora ti fischiano le orecchie?"), u zu Settimo (il cognome di costui non è stato citato perché il Marchese non lo ricordava, ma ricordava che questo zio Settimo possedeva un ristorante) ed altri boss. Durante il festeggiamento, Totò Riina offrì una bicchierata: riempì i bicchieri di Moët & Chandon e li pose sul tavolo, "per l'augurio che Luchino Bagarella e Antonino Marchese tornino al più presto tra noi" (la frase tra virgolette è stata detta dallo stesso Riina durante la bicchierata). Il 18 agosto 1981 è autore materiale, insieme a Balduccio Di Maggio e Giovanni Brusca, dell'omicidio di Fedele Napoli (detto Caino, per i suoi frequenti contatti con i carabinieri), un personaggio di Roccamena. Quest'omicidio doveva essere compiuto a San Giuseppe Jato, in occasione della festa locale ma costui non si presentò e quindi aspettarono che ricorresse la festa a Roccamena. Arrivata quell'occasione, alle ore 21 circa, Marchese, Di Maggio e Brusca vanno alla festa e ammazzano il Napoli. Dopodiché, festeggiarono nella villa di San Giuseppe Jato (dove risiedeva Totò Riina) con pollo arrosto e generi di rosticceria
Partecipò anche alla lupara bianca di Santo Inzerillo (fratello di Totuccio), all'omicidio del carabiniere Vito Ievolella e alla "strage di Bagheria" del Natale 1981, in cui rimasero uccisi tre mafiosi e un pensionato colpito per caso, e venne arrestato il 15 gennaio 1982 per porto abusivo di armi. Un'impronta digitale trovata dal medico legale Paolo Giaccone (l'impronta digitale venne trovata sul vetro della macchina che stavano dando fuoco) lo incastrò come uno dei killer della strage di Bagheria; tuttavia Giaccone rifiutò di modificare la perizia e, per questo motivo, venne ucciso l'11 agosto successivo. Nel 1987, al termine del Maxiprocesso di Palermo, è condannato all'ergastolo. Nel 1989 partecipò in prima persona al cruento omicidio di Vincenzo Puccio, in carcere, nel quale il fratello Antonino lo uccise fracassandogli il cranio nel sonno a colpi di padella: Puccio era suo compagno di cella e venne ucciso su ordine di Riina, il quale temeva che volesse spodestarlo per prendere il comando. Tuttavia si pente e diventa collaboratore di giustizia nel settembre 1992, dopo la morte di Giovanni Falcone: si trattò del primo pentito proveniente dalle file dei Corleonesi. Tra gli altri, accusò l'ex funzionario di polizia Bruno Contrada e il magistrato Corrado Carnevale di avere rapporti con la mafia ed ammise diverse volte di aver simulato la pazzia, scontando gran parte delle condanne precedenti in 'manicomio' grazie all'intercessione di Riina. Difatti, Marchese stette al manicomio di Reggio Emilia e dal 1983 al 1985 in quello di Aversa (il cui direttore si chiamava Tampone, e il vicedirettore era il dottor Adolfo Ferraro, che diventerà direttore soltanto nel 1996).
Nel 1994, anche grazie alle sue dichiarazioni (oltre a quelle di Gaspare Mutolo, Giovanni Drago e Francesco Marino Mannoia), fu possibile mettere in atto l'operazione "Golden Market", coordinata dal procuratore capo di Palermo Gian Carlo Caselli, che portò all'emissione di 76 ordini di cattura nei confronti di numerosi professionisti palermitani (medici, avvocati ed impiegati di banca) accusati di essere vicini o addirittura affiliati a Cosa Nostra.
In un processo il boss pentito di San Giuseppe Jato Giovanni Brusca dichiarerà che il pentimento di Giuseppe Marchese sconvolse profondamente Cosa Nostra perché è stato il primo mafioso a rompere il primo ‘muro’ dell’ala dei Corleonesi.

### Parenti e famiglia
Marchese aveva 4 fratelli: Antonino, Angela, Gregorio e Vincenzina.
Antonino, condannato a diversi ergastoli per omicidio, sposò Agata Di Filippo, sorella di Emanuele e Pasquale (pure loro collaboratori di giustizia). Vincenzina era sposata con Leoluca Bagarella. Dalle sue dichiarazioni rese durante il confronto con Riina, nel '78 (periodo di fidanzamento tra Bagarella e Vincenzina) Totò Riina andò con tutta la sua famiglia a casa della famiglia Marchese, sita in via Michele Cipolla n.106 a Palermo, il cui appartamento è stato costruito da un certo Ignazio Alaimo, per conoscere la fidanzata di Bagarella e regalò alla sorella Vincenzina un mazzo di rose e un cestino. Alcune voci sostengono che Bagarella uccise sua moglie Vincenza dopo che ebbe saputo che il fratello aveva iniziato a collaborare con la giustizia. Altre voci, più attendibili, dicono che Vincenza si suicidò. Un'altra versione asserisce che era clinicamente depressa dopo una serie di aborti spontanei e si suicidò, lasciando una lettera dove dichiarava la sua vergogna ed in cui, tra l'altro, chiedeva al marito di perdonarla.
Il 12 dicembre 2022 viene diffusa la notizia che il fratello Antonino è morto d'infarto nel carcere di Secondigliano, dov'era detenuto in regime di detenzione 41 bis.